# Шевандин, Михаил Николаевич
Михаил Николаевич Шевандин (22 декабря 1876, Грайворонский уезд, Курская губерния — 1942, Харьков) — русский учёный-медик, хирург, доктор медицины.
Автор более 50 научных трудов.

## Биография
Родился 22 декабря 1876 года в селе Зарытом Грайворонского уезда Курской губернии.
В 1900 году окончил медицинский факультет Императорского Харьковского университета (ныне Харьковский национальный университет имени В. Н. Каразина).
С этого же года — внештатный, затем штатный ординатор факультетской хирургической клиники Харьковского университета.
В 1904—1905 годах — младший лекарь Тамбовского отряда Красного Креста. Позже — врач лечебницы и больницы Харьковского медицинского общества.
Защитив докторскую диссертацию на тему «Материалы к патологической анатомии и этиологии болезни Banti», в 1912 году стал доктором медицины.
После Октябрьской революции, с 1918 года — приват-доцент хирургической клиники профессора Л. В. Орлова в Харькове.
С 1919 года Михаил Николаевич — сотрудник медицинского факультета Таврического университета: приват-доцент (1920), профессор кафедры
патологической хирургии и терапии (1921—1924), заведующий кафедрой ортопедии и физиотерапии и декан медицинского факультета (1924), заведующий хирургическо-пропедевтической клиникой города Симферополя (1924—1925).
С 1925 года работал директором хирургической клиники Украинского института усовершенствования врачей в Харькове. В 1934—1935 годах — заведующий кафедрой пропедевтики хирургических болезней санитарно-гигиенического факультета Харьковского медицинского института (ныне Харьковский национальный медицинский университет); в 1933—1941 годах — заведующий факультетской и госпитальной клиникой Харьковского медицинского института.
Также М. Н. Шевандин занимался общественной деятельностью — являлся членом Харьковского медицинского общества (с 1903 года) и в 1927—1930 годах возглавлял его хирургическую секцию; был председателем ученого совета медицинского факультета Таврического университета.
В годы Великой Отечественной войны оставался в оккупированном Харькове, где был расстрелян в 1942 году.